# 吳婉君
吳婉君（1983年11月10日—），台灣女演員，多參與台語劇演出，於《炮仔聲》飾演「吳家雯（CoCo）」而打開知名度。
2007年24歲時參加中視歌唱選秀節目第一屆《超級星光大道》進入25強，後於「一對一PK賽」敗給安伯政而遭淘汰，名次為23名。
2009年6月畢業於國立台灣藝術大學戲劇系。

## 第一屆《超級星光大道》比賽成績
| 集 數 | 首播日期      | 主 題                        | 演唱歌曲             | 原唱者 | 分數 | 結果 | 備註                                      |
| 2     | 2007年1月19日 | 百萬巨星殊死戰（下）         | 《不想讓你知道》     | 周蕙   | 4    | 失敗 | 加分題30秒掉眼淚 再加12分，總分16分，過關 |
| 3     | 2007年1月26日 | 百萬殊死戰：50人取20人（上） | 《自由》             | 李心潔 | 6    | 失敗 | 評審保障名額救回                          |
| 9     | 2007年3月9日  | 鹿死誰手：一對一PK賽（下）   | 《You make me free》 | 張惠妹 | 11   | 失敗 | 敗安伯政（15分） 淘汰，名次為23名         |

## 電影
| 年份   | 片名           | 飾演   |
| 2007年 | 《魔鬼女教頭》 | 李若薇 |

## 電視劇
| 年份   | 頻道       | 劇名                                | 角色          | 備註       |
| 2003年 | 民視       | 《親戚不計較》                      | 美容院小妹    |            |
| 2003年 | 台視       | 《天才老媽好厝邊》                  | 妹妹          |            |
| 2004年 | 八大綜合台 | 《鬥魚》                            | 老師          |            |
| 2004年 | 三立台灣台 | 《戲說台灣》單元                    | 多數角色      |            |
| 2008年 | 中視       | 《光陰的故事》                      | 汪盈盈        |            |
| 2010年 | 大愛電視台 | 《愛的練習題》                      | 張惠婷        |            |
| 2010年 | 大愛電視台 | 《清秀家人》                        | 阿月          |            |
| 2011年 | 大愛電視台 | 《何處是我家》                      | 蕭秀珠        |            |
| 2011年 | 大愛電視台 | 《讓愛飛翔》                        | 陳似錦        |            |
| 2011年 | 大愛電視台 | 《長情劇展 人間渡系列－愛的迴旋曲》 | 莊秀裡        |            |
| 2012年 | 三立台灣台 | 《雨夜花》                          | 柳月梅        | 第三女主角 |
| 2012年 | 大愛電視台 | 《長情劇展 人間渡系列－天涯歌女》   | 黃婉婷        | 第二女主角 |
| 2012年 | 大愛電視台 | 《愛的微光》                        | 李洪淑英      |            |
| 2012年 | 大愛電視台 | 《心和萬事興》                      | 陳慈心        | 第二女主角 |
| 2013年 | 大愛電視台 | 《手心外的天空》                    | 陳秀梅 陳秀琇 | 第一女主角 |
| 2013年 | 大愛電視台 | 《路長情更長》                      | 林美蘭        | 第一女主角 |
| 2013年 | 三立台灣台 | 《孤戀花》                          | 林淑君        | 第三女主角 |
| 2013年 | 大愛電視台 | 《逆光真愛》                        | 蔡雅芳        |            |
| 2014年 | 台視       | 《艋舺的女人》                      | 劉寶玉        |            |
| 2014年 | 大愛電視台 | 《長情劇展－情牽巧藝坊》            | 蔡秀妹        |            |
| 2014年 | 大愛電視台 | 《河畔卿卿》                        | 李節子        |            |
| 2014年 | 大愛電視台 | 《長情劇展－不能沒有妳》            | 林春妮        | 第一女主角 |
| 2015年 | 三立台灣台 | 《親家》                            | 萬世萍        | 第一女主角 |
| 2015年 | 三立台灣台 | 《世間情》                          | 吳淑惠        |            |
| 2015年 | 三立台灣台 | 《甘味人生》                        | 安晨希 陳亦媚 |            |
| 2017年 | 華視       | 《莒光園地－心的方向》              | 王宜晴        |            |
| 2018年 | 大愛電視台 | 《真愛源起》                        | 何瑞真        | 第一女主角 |
| 2018年 | 三立台灣台 | 《炮仔聲》                          | 吳家雯        | 第二女主角 |
| 2019年 | 公視       | 《苦力》                            | 黃美雪        |            |
| 2020年 | 三立台灣台 | 《天之驕女》                        | 葉彩曦        |            |
| 2022年 | 三立台灣台 | 《一家團圓》                        | 柯曉萱        | 第二女主角 |
| 2023年 | 中視       | 《開創者》                          | 張佩君        |            |
| 2023年 | 民視       | 《愛的榮耀》                        | 何愛嘉 張明月 | 第一女主角 |
| 2024年 | 北京衛視   | 《但願人長久》                      | 游秀美        |            |

## MV
- 2012年《洪榮宏－心情像風》飾 女主角
- 2012年《洪榮宏－誰人愛我親像你》飾 女主角

## 舞台劇
- 2009年《海妲‧蓋伯樂》飾 海妲‧蓋伯樂

## 綜藝節目
- 2007.03.29 中天綜合台《康熙來了》
- 2017.05.31 中天娛樂台《天天樂財神》
- 2017.07.25 中天娛樂台《天天樂財神》
- 2017.09.21 中天娛樂台《天天樂財神》
- 2020.01.16 三立都會台《型男大主廚》
- 2020.11.29 中視　　　《飢餓遊戲》
- 2021.12.25 中視　　　《綜藝玩很大》
- 2024.02.09 民視　　　《民視第一發發發》

## 廣告代言
- 2012年  《雀巢咖啡雙倍特濃系列 [ 加班篇 ] 》
- 2013年  《中華電信－母親節優惠方案》
- 2013年  《宏亞 中元 好事來篇》
- 2013年  《五月花－蓬厚柔衛生紙廣告影片 [ 進步篇 ] 》
- 2013年 《五月花－蓬厚柔衛生紙廣告影片 [ 高滿意度篇 ] 》
- 2014年 《毛寶 小蘇打液體皂 [ 黃金比例篇 ] 》
- 2014年 《六福村35週年廣告－[ 神燈篇 ] 》
- 2014年 《六福村35週年廣告－[ 兒童節連假篇 ] 》
- 2014年 《六福村35週年廣告－[ 六福水樂園篇 ] 》
- 2017年 《心機彩粧－MAQuillAGE 聖誕女神篇》
- 2020年 《WHITE TRUTH－光感淨透美白凝凍》

## 外部連結
- 吳婉君 Cocco Wu的Facebook專頁
- 吳婉君的Instagram帳戶
- 吳婉君在香港影庫上的簡介